# Türkmenmecidiye, Mahmudiye
Türkmenmecidiye là một xã thuộc huyện Mahmudiye, tỉnh Eskişehir, Thổ Nhĩ Kỳ. Dân số thời điểm năm 2011 là 699 người.